# Coeriana hirsuta
Coeriana hirsuta är en fjärilsart som beskrevs av William Schaus 1916. Coeriana hirsuta ingår i släktet Coeriana och familjen nattflyn. Inga underarter finns listade i Catalogue of Life.